# Sophie Goetzel-Leviathan
Sophie Goetzel-Leviathan, geb. Walfisz (* 5. Dezember 1911 in Wiesbaden; † November 1994 in Jerusalem, Israel) war eine in Deutschland aufgewachsene jüdisch-polnische Leidtragende des Nationalsozialismus, die für ihre im Juni 1945 aufgezeichneten Erinnerungen bekannt ist.

## Familie
Sophie Walfisz stammte aus einer jüdisch-polnischen Familie aus Warschau. Ihr Vater Zygmunt Walfisz (1867–1939) war der zweitjüngste von sechs Brüdern. Die Familie zog 1905 mit den zwischen 1892 und 1903 geborenen älteren Geschwistern nach Seesen, wo die beiden ältesten Brüder, Arnold und Henryk, die Jacobson-Schule besuchten. Ab Frühling 1906 wohnte die Familie in Wiesbaden. Dort wurde Sophie Walfisz 1911 geboren. Ihr ältester Bruder war der Mathematiker Arnold Walfisz, der jüngste Bruder Maximilian besuchte als Mitglied des ersten Jahrgangs die Odenwaldschule.
Ihre Schwester Hedwig heiratete 1925 den Wiesbadener Rabbiner Paul Lazarus. Zu ihren Cousins gehörten der Kunsthistoriker Mieczysław Wallis (1895–1975) und der Richter am Obersten Polnischen Gericht Seweryn Walfisz (1888–1949).

## Leben

### Bis zum Beginn des Zweiten Weltkriegs
Während des Studiums in Paris lernte Sophie Walfisz 1932 ihren zukünftigen Mann David Goetzel kennen.
Dieser stammte aus Baden-Baden und hatte ebenfalls jüdisch-polnische Eltern. Nach dem Lehrer-Referendariat in Mannheim (1934) heirateten Sophie und David im April 1935 in Warschau. Dort wurde 1937 die Tochter Miriam geboren.
Am Beginn des Zweiten Weltkriegs lebten die Eltern Sophies (Zygmunt und Luise) sowie der Bruder Henryk mit seiner Familie in Warschau, während die Geschwister Arnold, Maximilian und Hedwig in Tiflis und Paris wohnten, bzw. nach Haifa emigriert waren.

### Warschauer Ghetto und Bergen-Belsen
Während der deutschen Besatzung Polens wurde David Goetzel im September 1940 wegen Nichttragens der Armbinde zu acht Monaten Gefängnis verurteilt und bis April 1941 im Gefängnis Pawiak eingesperrt. Ab November 1940 lebte Sophie Goetzel mit ihrer Mutter und Tochter im Warschauer Ghetto (ihr Vater war im Oktober 1939 in einem Sanatorium in Otwock gestorben). Im Ghetto starb die Mutter Luise im November 1941 an Unterernährung.
Die Arbeit in einem der „Shops“ (deutschen Fabriken) im Ghetto ermöglichte das Überleben der Familie
während der Deportationen von Juli bis September 1942. Im August 1942 wurde die Tochter Miriam aus dem Ghetto gebracht und außerhalb Warschaus in Sicherheit gebracht. Es gelang Sophie Goetzel mit Hilfe des polnischen Untergrunds, sich von Januar bis Juni 1943 in Konstancin-Skolimów und danach einen Monat in Milanówek zu verstecken.
Ihr Mann David Goetzel hatte sich im gleichen Zeitraum in einem verlassenen Sanatorium in Otwock versteckt. Da er 1940 von seinen Eltern Einwanderungszertifikate für Palästina zugeschickt bekommen hatte, gelang es ihm, seine Familie (und die Cousine Halina Walfisz) auf die sogenannten „Palästina-Liste“ im Hotel Polski eintragen zu lassen. Mitte Juli 1943 wurden sie mit dem letzten Transport als „Austauschjuden“ in das KZ Bergen-Belsen gebracht. In einem benachbarten Lagerabschnitt zu den holländischen Juden untergebracht, lernten sie im Winter 1944/45 „durch den Zaun“ auch Anne Frank kennen.

### Befreiung und Zeit nach dem Krieg
Am 6. April 1945, kurz vor Eintreffen der amerikanischen Truppen in Bergen-Belsen, wurde die Familie im ersten der drei Evakuierungszügen mit dem Ziel Ghetto Theresienstadt abtransportiert. Dieser Zug fuhr eine Woche lang sehr langsam von Celle in Richtung Magdeburg und wurde bei Farsleben von amerikanischen Soldaten befreit. Nach einigen Wochen in Farsleben und einem kurzen Aufenthalt in Hillersleben erreichten sie Paris Anfang Mai 1945. In der Zeit bis zur Ausreise nach Palästina schrieb Sophie Goetzel ihre Erinnerungen „Der Krieg von Innen“ auf.
Am 23. Juni 1945 erreichten Sophie, David und Miriam Goetzel Haifa. Dort nahm Sophie den Namen Goetzel-Leviathan an. Da sie an einer schweren Depression litt, die auch in den Folgejahren nicht geheilt werden konnte, wuchs die Tochter Miriam in einem Kibbuz auf. David übersiedelte, nach der Scheidung 1946 und Wiederverheiratung 1948, im Jahr 1950 in die USA, wo er den Namen Gilbert annahm. In den Jahren 1992 und 2002 erschienen seine Erinnerungen auf Englisch. Sophie Goetzel-Leviathan wurde nie von ihrer Krankheit geheilt und lebte bis 1994 in Jerusalem.

## Werke
- The War from Within, ediert von Rebecca Fromer, Judas L. Magnes Museum, Berkeley, 1987 (engl.)
- Der Krieg von Innen, Paul Lazarus Stiftung, Wiesbaden, 2011